# Uwe Benter
Uwe Benter (Francoforte sul Meno, 1º dicembre 1955) è un ex canottiere tedesco.

## Palmarès

### Olimpiadi
- 1 medaglia:
  - 1 oro (Monaco di Baviera 1972 nel quattro con)

### Mondiali
- 1 medaglia:
  - 1 bronzo (Lucerna 1974 nel quattro con)

### Europei
- 1 medaglia:
  - 1 oro (Copenaghen 1971 nel quattro con)